# هان هیونگ-بائه
هان هیونگ-بائه (انگلیسی: Han Hyung-bae؛ زادهٔ ۲۱ مارس ۱۹۷۶) بازیکن هاکی روی چمن اهل کره جنوبی بود.
از افتخارات وی می‌توان به کسب مدال نقره در بازی‌های المپیک تابستانی ۲۰۰۰ اشاره کرد.
در فینال، آسیایی ها پس از ضربات پنالتی توسط هلند قهرمان شکست خوردند.